# Zodion fulvifrons
Zodion fulvifrons är en tvåvingeart som beskrevs av Thomas Say 1823. Zodion fulvifrons ingår i släktet Zodion och familjen stekelflugor. Inga underarter finns listade i Catalogue of Life.